# F-Sharp
F# (gelesen: F sharp; englische Aussprache [ɛfː ʃɑrp]) ist eine typsichere Multi-Paradigmen-Sprache mit starkem Fokus auf funktionale Programmierung für das .Net-Framework. Die Syntax ähnelt der von OCaml sehr stark, da diese Sprache als Vorbild für die Implementierung der funktionalen und imperativen Sprachelemente diente. Im Gegensatz zu OCaml hat F# kein strukturiertes Typsystem, sondern ein normatives, um bessere Kompatibilität mit C# zu erreichen.
Die objektorientierte Seite von F# ist deshalb auch signifikant anders als die in OCaml.
F# ist voll interaktionsfähig mit allen anderen Sprachen des .NET-Systems und bietet durch das .Net-Framework und Mono die Möglichkeit, den Code sowohl auf Windows als auch auf Linux, der BSD- und illumos-Familie und macOS einzusetzen. Via Xamarin sind auch Android und iOS als Zielplattformen möglich.
Ursprünglich wurde F# als Forschungsprojekt von Microsoft Research entwickelt, derzeit wird es von Microsofts Entwicklungsabteilung und der F# Software Foundation fortgeführt. F# wurde als Teil von Visual Studio 2010 erstmals offiziell unterstützt und mit ausgeliefert. Im November 2010 wurde F# sowie zugehörige Compiler und Bibliotheken unter der Apache-Lizenz 2.0 freigegeben.

## Einige Sprachmerkmale

### Werte
In überwiegend imperativen Sprachen sind Variablen das primäre Sprachkonstrukt, um Werte zu speichern. Dies geschieht in funktional orientierten Programmiersprachen wie F# durch unveränderliche (englisch: „immutable“) Sprachkonstrukte. Mit dem häufig eingesetzten Schlüsselwort let können Werte eines bestimmten Typs deklariert werden.
```
let
 
pi
 
=
 
3
.
14159265

let
 
name
 
=
 
"John"

```

F# bietet Typableitung, d. h. Typen von Ausdrücken werden automatisch ermittelt. Beispielsweise bekommt pi automatisch den Typ des Gleitkommazahl-Literals zugewiesen.
Veränderliche Variablen sind mit dem mutable Schlüsselwort möglich und werden mit dem Zuweisungsoperator <- verändert. Dies wird in den meisten Fällen nur selten getan, weil die beschriebene Unveränderlichkeit von Werten als passender zur Sprachphilosophie gesehen wird. Dies nennt sich in F# auch functional first, also „funktional-zuerst“.
```
let
 
mutable
 
x
 
=
 
10

x
 
<-
 
15

```

Werte im Nachhinein zu verändern, ist auch durch die Verwendung von sogenannten reference cells möglich:
```
let
 
x
 
=
 
ref
 
0
     
// x hat den Typ "int ref", ist also eine Referenz auf einen Integer

x
 
:=
 
5
            
// x wird ein neuer Wert zugewiesen

printfn
 
"%i"
 
!
x
   
// Mittels des "!"-Operators wird x dereferenziert. Gibt 5 aus.

```

### Funktionen
Funktionen werden wie andere Werte mit let deklariert und können Parameter erwarten:
```
let
 
square
 
x
 
=
 
x
 
*
 
x

let
 
add
 
x
 
y
 
=
 
x
 
+
 
y

```

Funktionen können Funktionen als Parameter erwarten (siehe Funktion höherer Ordnung):
```
let
 
do_twice
 
f
 
x
 
=
 
f
 
(
f
 
x
)

```

Die Typen der Parameter werden automatisch erkannt, können aber auch explizit deklariert werden:
```
let
 
add
 
(
x
:
 
int
)
 
(
y
:
 
int
)
 
:
int
 
=
 
x
 
+
 
y

let
 
do_twice
 
(
f
 
:
 
int
 
->
 
int
)
 
(
x
:
 
int
)
 
=
 
f
 
(
f
 
x
)

```

Die Anweisung
```
printfn
 
"%A"
 
(
do_twice
 
square
 
5
)

```

gibt 625 (das Quadrat des Quadrats von 5) aus. Die Funktion do_twice kann mit Hilfe des Kompositionsoperators und nach Eta-Reduktion auch als
```
let
 
do_twice
 
f
 
=
 
f
 
>>
 
f

```

geschrieben werden.
Im obigen Beispiel wird für square der Typ int -> int ermittelt, das heißt, square ist eine Funktion, die einen Parameter vom Typ int erwartet und einen Wert vom Typ int zurückgibt. Für do_twice erhält man den Typ ('a -> 'a) -> 'a -> 'a. Dies bedeutet, do_twice ist eine Funktion, die als ersten Parameter einen Wert vom Typ ('a -> 'a) (eine Funktion mit einem Parameter vom Typ 'a und einem Rückgabewert vom Typ 'a) bekommt. Als zweiten Parameter erhält sie einen Wert vom Typ 'a und sie gibt einen Wert vom Typ 'a zurück. 'a hat hier die Rolle einer Typvariable (grob vergleichbar mit Generic- oder Template-Parametern in Java/C++, siehe Polymorphie (Programmierung)).
In F# werden Parameter ohne Klammern etc., nur durch Leerzeichen getrennt, an die Funktion übergeben. Nur wenn als Parameter der Rückgabewert einer anderen Funktion benötigt wird, müssen Klammern gesetzt werden, um die Evaluierungsreihenfolge der Ausdrücke zu definieren. Bei printfn "%A" (add 5 8) gehören die Werte 5 und 8 zur Funktion add; deren Rückgabewert ist ein Parameter für die Funktion printfn.
F# ermöglicht Closures und verwendet Currying automatisch:
```
let
 
add
 
x
 
y
 
=
 
x
 
+
 
y

let
 
inc
 
=
 
add
 
1

```

In der Definition von inc wird der erste Parameter der Funktion add an den Wert 1 gebunden. Das Ergebnis dieser partiellen Funktionsanwendung ist eine neue Funktion mit nur noch einem Parameter. Die Auswertung des Ausdrucks
```
inc
 
5

```

liefert als Ergebnis 6.
F# unterstützt Tupel:
```
let
 
u
 
=
 
(
3
,
 
6
)

let
 
v
 
=
 
(
2
,
 
-
3
)

let
 
add
 
(
a
,
 
b
)
 
(
c
,
 
d
)
 
=
 
(
a
 
+
 
c
,
 
b
 
+
 
d
)

let
 
x
,
 
y
 
=
 
add
 
u
 
v

```

F# bietet Discriminated Unions und Pattern Matching:
```
// Ein Element vom Typ Baum ist entweder ein "Ast" und enthält zwei Elemente vom Typ "Baum",

// oder es ist ein "Blatt" und enthält einen Integer

type
 
Baum
 
=

|
 
Ast
 
of
 
Baum
 
*
 
Baum

|
 
Blatt
 
of
 
int

let
 
rec
 
baumSumme
 
x
 
=

    
match
 
x
 
with

    
|
 
Ast
(
l
,
 
r
)
 
->
 
baumSumme
 
l
 
+
 
baumSumme
 
r

    
|
 
Blatt
(
x
)
  
->
 
x

```

Ebenso gibt es Type Provider für die typsichere Verarbeitung externer Daten mit IntelliSense.
In F# ist auch objektorientiertes Programmieren möglich. Beispiel für eine Klassendeklaration:
```
type
 
Person
 
=

    
val
 
name
 
:
 
string

    
val
 
mutable
 
age
 
:
 
int

    
new
(
n
,
 
a
)
 
=
 
{
 
name
 
=
 
n
;
 
age
 
=
 
a
 
}

    
member
 
x
.
Name
 
=
 
x
.
name

    
member
 
x
.
Age

        
with
 
get
()
 
=
 
x
.
age

        
and
 
set
(
v
)
 
=
 
x
.
age
 
<-
 
v

    
member
 
x
.
Print
()
 
=
 
printfn
 
"%s ist %i Jahre alt."
 
x
.
name
 
x
.
age

```

Nullzeiger werden nur für die Interaktion mit Klassen aus dem .Net-Framework benötigt.

## Syntax
Im F#-Code sind zwei Syntaxformen möglich: einfache Syntax und ausführliche Syntax. Die einfache Syntax wird standardmäßig verwendet.
Beispiel für die einfache und ausführliche Syntax:
| einfache Syntax                                       | ausführliche Syntax                                             |
| ----------------------------------------------------- | --------------------------------------------------------------- |
| let mutable x = 1 while x < 3 do x <- x + 1           | let mutable x = 1 while x < 3 do x <- x + 1 done                |
| type Person = val name : string val mutable age : int | type Person = class val name : string val mutable age : int end |

Bei der einfachen Syntax sind die Einrückungen zwingend erforderlich, bei der ausführlichen könnte man sie auch weglassen.

## Entwicklungsumgebung und Compiler
F#-Code wird kompiliert, hierbei entsteht Zwischencode in der Common Intermediate Language (CIL), genau wie bei Programmen, die in C# oder VB.NET geschrieben wurden.
Es gibt auch eine interaktive Umgebung bzw. F#-Interpreter, F# Interactive oder kurz FSI. Damit kann man den Code direkt in der Konsole schreiben. Eingaben im Interpreter sind mit ;; abzuschließen, wodurch auch mehrzeilige Eingaben ermöglicht werden. Nach dem Kompilieren führt F# Interactive den Code aus und schreibt die Signatur aller kompilierten Typen und Werte in das Konsolenfenster. Auch Fehlermeldungen werden so ausgegeben.
Dieser Interpreter erlaubt in unterstützten Editoren wie Visual Studio Code die Ausführung von Code ohne vorherige Kompilierung, so wie dies von dynamischen Sprachen bekannt ist.
Außerdem gibt es den Fable-Übersetzer, mit dessen Hilfe sich F#-Code in JavaScript, Rust, Python, PHP und Dart übersetzen lässt.

## Beispiele
Folgende Beispiele geben „Hello World“ aus.
```
let
 
main
 
=
 
System
.
Console
.
WriteLine
(
"Hello World"
)

```

oder
```
printfn
 
"Hello World"

```

Die folgende Funktion implementiert die rekursive Ackermannfunktion:
```
let
 
rec
 
ack
 
m
 
n
 
=

    
if
 
m
 
=
 
0
 
then
 
n
 
+
 
1

    
else
 
if
 
n
 
=
 
0
 
then
 
ack
 
(
m
 
-
 
1
)
 
1

    
else
 
ack
 
(
m
 
-
 
1
)
 
(
ack
 
m
 
(
n
 
-
 
1
))

```

## Belege
1. ↑  Announcing F# 7. 9. November 2021, abgerufen am 14. September 2023 (amerikanisches Englisch).
2. ↑  F# to ship as part of Visual Studio 2010. Don Syme’s WebLog on the F# Language and Related Topics
3. ↑  Functional-first Programming with F#. Abgerufen am 14. September 2023 (amerikanisches Englisch).
4. ↑  Unterscheidungs-Unions, auf learn.microsoft.com
5. ↑  Type Provider
6. ↑  Microsoft F# Interactive-Referenz
7. ↑  Fable · JavaScript you can be proud of! Abgerufen am 14. September 2023.